# Lou Pisadou

Lou Pisadou est marque collective déposée à l'INPI et propriété du Syndicat des Pâtissiers-Confiseurs-Glaciers de l'Ardèche et de la Drôme identifiant commercialement une pâtisserie à la recette mise au point par eux en 1994 et incluant, entre autres, de la crème de marrons.

## Source inspirant la marque
Après récolte à l'automne, les paysans font sécher leurs châtaignes pour en assurer la conservation et, autrefois, employait un outil nommé le pisado en langue occitane, un gourdin prolongé de pointes de métal, qui servait à faire éclater l'écorce des châtaignes afin de les écaler.
En occitan, le verbe pisar signifie « battre »  ; un pisaìr ou une pisaìra est la personne qui bat ; pisador fait référence au sac où les châtaignes étaient battues ; et la pisada signifie « la battue ».

## Concept marketing
En 1994, souhaitant exploiter commercialement l'image de la production agricole traditionnelle de la châtaigne ardéchoise, le syndicat des commerçants-pâtissiers installés dans ce département a collaboré avec la société d'industrie agroalimentaire Sabaton pour mettre au point une galette à la crème de marrons identifiée par une marque. La campagne marketing fut démarrée en juillet 1994 et la galette fut présentée dans des salons, expositions locales et nationales. Le bon accueil des consommateurs couronnera l'initiative collective des pâtissiers ardéchois.
Le logotype commercial du Centre du développement agroalimentaire « Goûtez l'Ardèche » doit être présent sur le gâteau et un packaging spécifique a été conçu et mis à la disposition des commerçants-pâtissiers qui s'engagent à respecter la recette collective.

## Composition

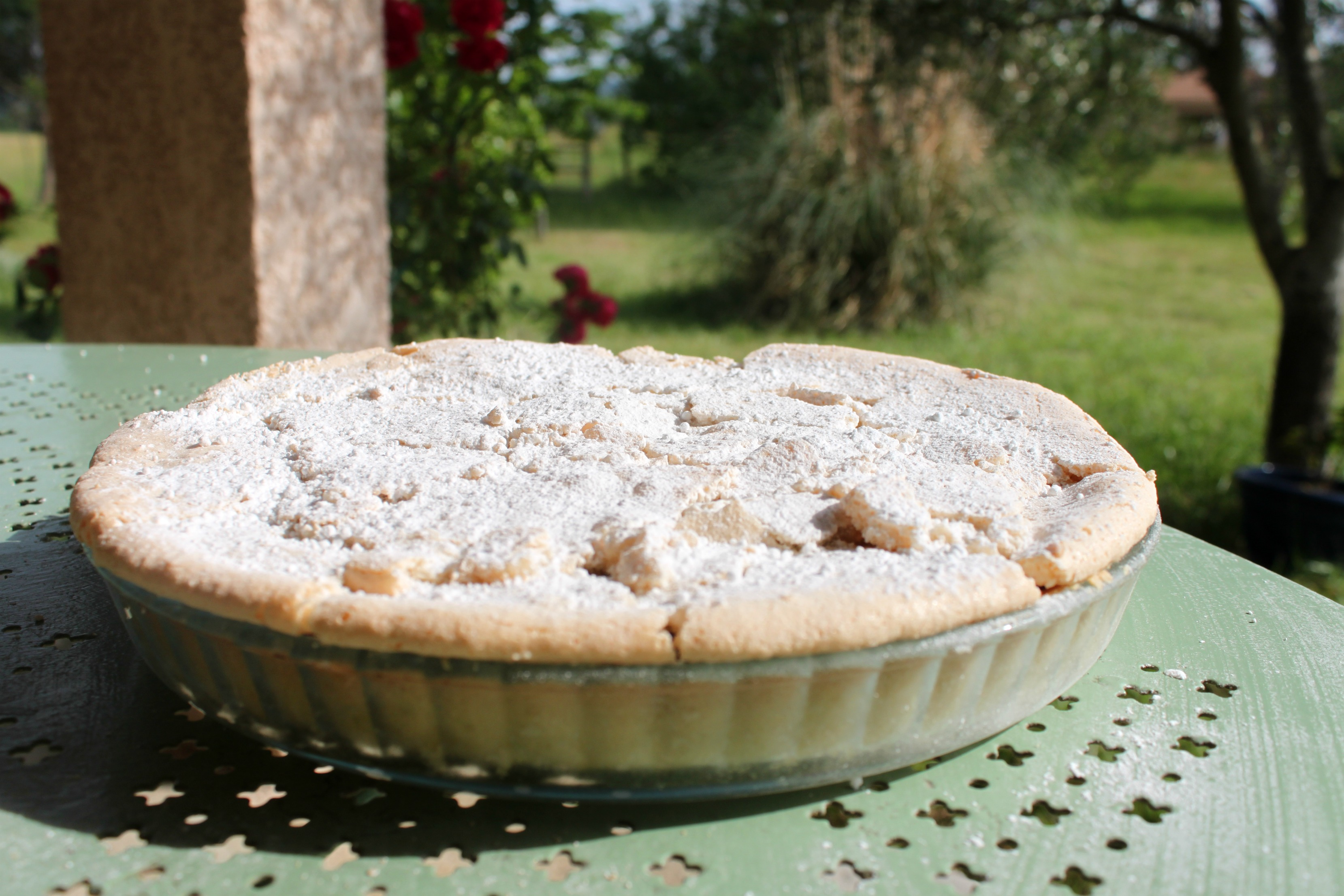
Gâteau Lou Pisadou sans sa marque

Le gâteau est constitué d'une pâte sablée, d'un fond de frangipane parfumée au rhum, de crème de marrons, de marrons entiers concassés, le tout surmonté d'une dacquoise aux amandes. Il peut se servir froid ou réchauffé au four comme une galette.

## Accompagnement
Les commerçants-pâtissiers conseillent d'accompagner leur galette Lou Pisadou avec un vin blanc moelleux .